# Špatná výchova
Špatná výchova (ve španělském originále La mala educación) je španělský dramatický film z roku 2004 režiséra Pedra Almodóvara o dvou přátelích ze školy (a milencích), kteří se po letech znovu shledali. Tématy filmu jsou vražda, pohlavní zneužívání katolickými kněžími, transsexualita, zneužívání drog a metafikce.

## Děj
Události jsou líčeny chronologicky, ačkoli některé z nich byly ve filmu zobrazeny formou flashbacků.
Na počátku šedesátých let 20. století objeví dva chlapci Enrique a Ignacio v církevní škole různé nové věci – lásku, kino, strach. Svědkem a zároveň aktérem těchto událostí je otec Manolo, ředitel školy a učitel literatury. Když otec Manolo objeví city, které k sobě chlapci chovají, vyhodí Enriqua ze školy (má na něj mít špatný vliv), protože sám našel zalíbení v Ignaciovi. Když se vyhnání Enriquea snaží Ignacio zabránit, slíbí Manolovi, že udělá všechno, o co si řekne. Poté, co Manolo Ignacia sexuálně zneužije, tak stejně Enriquea vyžene.
V roce 1980 jsou oba chlapci již dospělí. Enriquea, úspěšného filmového režiséra, navštíví cizinec, herec, který hledá práci a předstírá, že je Enriqueho první láska a spolužák Ignacio. "Ignacio" s sebou donesl krátkou povídku o jejich životě ve škole. Povídka také obsahuje fiktivní podobu jejich shledání po letech.
Enrique chce adaptovat Ignaciův příběh do filmu, ale ten si klade jako podmínku, že bude hrát Zaharu, hlavní postavu transsexuála. S tím Enrique nesouhlasí a zároveň si uvědomuje, že Ignacio, kterého znal v dětství, a dnešní Ignacio jsou dva úplně jiní lidé. Proto odcestuje do Galicie za Ignaciovou matkou, kde se dozví, že je Ignacio již čtyři roky mrtvý a že muž, který za ním přišel, je ve skutečnosti Ignaciův bratr Juan.
Enrique se pak rozhodne natočit film s Juanem v roli Zahary, aby zjistil, co má v úmyslu. Mezi Juanem a Enriquem se vyvine milenecký vztah. Enrique přepíše scénář tak, že otec Manolo, kterého se Ignacio pokoušel vydírat, aby získal peníze na svou operaci změny pohlaví, Ignacia zavraždí. Když je scéna natáčena, Juan se nečekaně rozbrečí.
Natáčení vidí Manuel Berenguer, což není nikdo jiný než otec Manolo, který přestal sloužit církvi, oženil se a měl děti. Manuel odhalí Enriquemu, že nový konec filmu není zas tak daleko od pravdy: pravý Ignacio Manuela vydíral, tomu se nějak podařilo sehnat peníze, ale zároveň se začal zajímat o Ignaciova mladšího bratra Juana. Juan a Manuel mezi sebou začali udržovat vztah a po čase zjistili, že oba chtějí vidět Ignacia mrtvého. Juan sehnal velmi čistý heroin, po jehož požití Ignacio zemřel na předávkování. Enrique je šokovaný. Nezajímají ho Juanovy chabé výmluvy o tom, proč zabil svého bratra. Než se rozloučí, Juan dá Enriquemu nedopsaný dopis, který mu Ignacio psal, než zemřel.
V epilogu je zmíněno, že Enrique film dotočil a sklidil s ním velký úspěch. I přes smutek a vinu za svého bratra, Juan také sklidil úspěch a dokonce si vzal ženu. Manuel zemřel při autonehodě, kterou způsobil Juan a splnil tak svůj slib, který učinil dříve během filmu.

## Obsazení
| Gael García Bernal   | Ángel/Juan/Zahara |
| Fele Martinez        | Enrique Goded     |
| Daniel Giménez Cacho | otec Manolo       |
| Lluís Homar          | Manuel Berenguer  |
| Javier Cámara        | Paca/Paquito      |
| Petra Martínez       | matka             |
| Nacho Pérez          | mladý Ignacio     |
| Raúl García Forneiro | mladý Enrique     |
| Francisco Boira      | Ignacio           |
| Juan Fernández       | Martín            |
| Alberto Ferreiro     | Enrique Serrano   |
| Roberto Hoyas        | Camarero          |
| Francisco Maestre    | otec José         |
| Leonor Watling       | Mónica            |